# Eschenbach (Württemberg)
Eschenbach ist eine Gemeinde im Landkreis Göppingen in Baden-Württemberg. Sie gehört zur Region Stuttgart (bis 1992 Region Mittlerer Neckar) und zur Randzone der europäischen Metropolregion Stuttgart.

## Geographie

### Geographische Lage
Eschenbach liegt im geschützten Tal des gleichnamigen Baches am Fuße der Schwäbischen Alb, etwa 6 km von der Kreisstadt Göppingen entfernt.

### Übersicht
Mit einer Markungsfläche von 482 ha zählt Eschenbach zwar zu den kleinsten Gemeinden im Landkreis Göppingen, durch seine Lage im Voralbgebiet hat sich der Ort jedoch von einer Bauerngemeinde zu einer der beliebtesten Wohngemeinden im Landkreis mit mittlerweile rund 2200 Einwohnern entwickelt.

### Nachbargemeinden
Eschenbach grenzt reihum im Norden und Nordosten an die Stadt Göppingen, im Südosten an die Gemeinde Schlat und im Süden sowie längs der gesamten Westseite an die Gemeinde Heiningen, in deren Gebiet südwestlich der übrigen Gemeindefläche Eschenbachs auch die recht kleine Eschenbacher Gemeindeexklave um die ehemalige Burg Lotenberg mitsamt dem Weiler Lotenberg liegt, der im Siedlungszusammenhang mit dem gleichnamigen Weiler Heiningens steht. Alle Nachbarn liegen ebenfalls im eigenen Landkreis Göppingen.
Seit 1970 bildet die Gemeinde zusammen mit der Nachbargemeinde Heiningen den Gemeindeverwaltungsverband Voralb.

### Gemeindegliederung
Zu Eschenbach gehören das Dorf Eschenbach, der Weiler Lotenberg (auch zur Gemeinde Heiningen) und das Gehöft Iltishof sowie die abgegangenen Ortschaften Hag und Bürstenhof.

### Flächenaufteilung
Nach Daten des Statistischen Landesamtes, Stand 2014.

## Geschichte

### Frühes Mittelalter

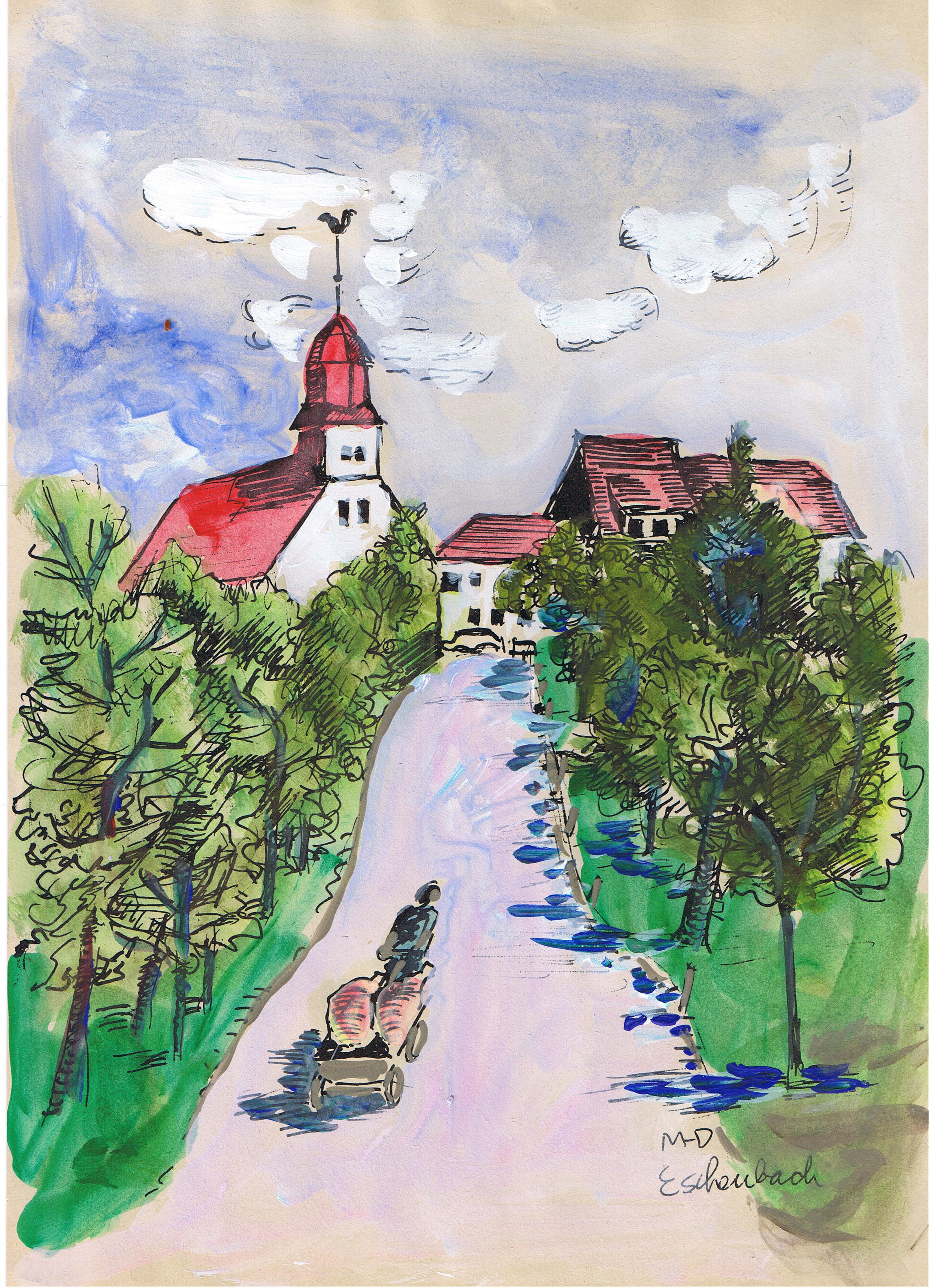
Blick auf Eschenbach, Zeichnung von Margret Hofheinz-Döring, 1979

Der wahrscheinliche Siedlungsbeginn für den Ort liegt zwischen dem 9. und 13. Jahrhundert. Darauf deutet der Name Eschenbach hin. Eschenbach ist also ein Siedlungsort an „einem mit Eschen bestandenen Bach“. Der namensgebende Eschenbach entspringt unterhalb der „Weißen Mauer“ am Fuchseck und ist noch heute weitgehend offener Ortsbach.
Eschenbach ist als Zweigsiedlung vom Urort Heiningen – der ursprünglichen alemannischen Siedlung der Sippe Huno – entstanden.

### Hochmittelalter
Die erste urkundliche Erwähnung bezieht sich nicht auf den Ort, sondern auf die Kirche auf dem Lotenberg. Im Jahr 1228 wird in einer Urkunde der Fürstabtei St. Gallen ein Pfarrer, und damit eine Kirche, auf dem Lotenberg erwähnt. Diese dem Apostel Petrus geweihte Wallfahrtskirche wurde erst 1814 wegen Baufälligkeit abgebrochen. Die Häusergruppe auf dem Lotenberg vermittelt noch das Bild einer Burgbebauung. Hier stand im 13. Jahrhundert eine Tecksche Amtsburg (Burg Lotenberg), die aber schon bald darauf verfallen ist. Ein Rest des Burghügels und eines Walls sind ihre geringen Spuren.

### Spätes Mittelalter
Namentlich wird Eschenbach erst 1379 in einer Verkaufsurkunde der Grafen von Helfenstein erwähnt. Es wechselte noch mehrmals den Besitzer und war ab 1476 endgültig geteilt: zwei Drittel gehörten mit Iltishausen (Iltishof) und Lotenberg den Freiherren von Liebenstein, der Rest war im Besitz des Klosters Adelberg – nach der Reformation seit 1534 des Herzogtums Württemberg.

### Neuzeitliche Entwicklung
Erst 1789 verkauften die Liebensteiner auch ihren Besitz in Eschenbach an Württemberg.
Noch bis 1807 wurde Eschenbach vom Klosteramt Adelberg verwaltet. Bei der Umsetzung der neuen Verwaltungsgliederung im 1806 gegründeten Königreich Württemberg kam Eschenbach 1807 zum Oberamt Göppingen.

### 20. Jahrhundert
Bei der Verwaltungsreform während der NS-Zeit in Württemberg gelange Eschenbach 1938 zum neu umrissenen Landkreis Göppingen. 1945 bis 1952 gehörte die Gemeinde zum Nachkriegsland Württemberg-Baden, das 1945 in der Amerikanischen Besatzungszone gegründet worden war, ab 1952 zum neuen Bundesland Baden-Württemberg.
Der Ort war bis nach dem Zweiten Weltkrieg durch die Landwirtschaft geprägt. Es war vor allem die Viehzucht, von der das Dorf lebte – Rinder, Pferde und vor allem Schafe, da die Ackerböden nicht sehr ergiebig waren. Allerdings wird schon im 16. Jahrhundert der Krautanbau erwähnt, dem die Eschenbacher ihren Necknamen „Krautbäuch“ zu verdanken haben. Eine wichtige Rolle spielte daneben der Obstbau, besonders gefördert durch den Pfarrer Johann Christian Engel, den Vater von Theodor Engel. Während seiner über dreißigjährigen Tätigkeit im Ort entstand ein großer Obstbaumgürtel, besonders prägend am Kuhnberg.

### Einwohnerentwicklung
Quelle: Statistisches Landesamt Baden-Württemberg für die Daten ab 1970
| Datum              | Einwohner |
| ------------------ | --------- |
| 1837               | 0508      |
| 1907               | 0401      |
| 17. Mai 1939       | 0392      |
| 13. September 1950 | 0643      |
| 27. Mai 1970       | 1023      |
| 31. Dezember 1983  | 1687      |
| 25. Mai 1987       | 1659      |
| 31. Dezember 1991  | 1884      |
| 31. Dezember 1995  | 2197      |
| 31. Dezember 2005  | 2232      |
| 31. Dezember 2010  | 2181      |
| 31. Dezember 2015  | 2176      |
| 31. Dezember 2020  | 2139      |

## Politik

### Gemeinderat
Der Gemeinderat in Eschenbach besteht aus den zehn gewählten ehrenamtlichen Gemeinderäten und dem Bürgermeister als Vorsitzendem. Der Bürgermeister ist im Gemeinderat stimmberechtigt. Die Kommunalwahl am 9. Juni 2024 führte zu folgendem Ergebnis. 
| Parteien und Wählergemeinschaften | Parteien und Wählergemeinschaften  | % 2024  | Sitze 2024 | % 2019 | Sitze 2019 | Kommunalwahl 2024 %6050403020100 58,79 %41,21 % BAEFWGewinne/Verlusteim Vergleich zu 2019 %p 2 0 −2 −4−0,71 %p+0,71 %pBAEFW |
| BAE                               | Bürger-Aktion Eschenbach           | 58,79   | 6          | 59,5   | 6          | Kommunalwahl 2024 %6050403020100 58,79 %41,21 % BAEFWGewinne/Verlusteim Vergleich zu 2019 %p 2 0 −2 −4−0,71 %p+0,71 %pBAEFW |
| FWV                               | Freie Wählervereinigung Eschenbach | 41,21   | 4          | 40,5   | 4          | Kommunalwahl 2024 %6050403020100 58,79 %41,21 % BAEFWGewinne/Verlusteim Vergleich zu 2019 %p 2 0 −2 −4−0,71 %p+0,71 %pBAEFW |
| gesamt                            | gesamt                             | 100,0   | 10         | 100,0  | 10         | Kommunalwahl 2024 %6050403020100 58,79 %41,21 % BAEFWGewinne/Verlusteim Vergleich zu 2019 %p 2 0 −2 −4−0,71 %p+0,71 %pBAEFW |
| Wahlbeteiligung                   | Wahlbeteiligung                    | 72,68 % | 72,68 %    | 64,8 % | 64,8 %     | Kommunalwahl 2024 %6050403020100 58,79 %41,21 % BAEFWGewinne/Verlusteim Vergleich zu 2019 %p 2 0 −2 −4−0,71 %p+0,71 %pBAEFW |

### Bürgermeister
Seit 1994 ist Thomas Schubert der Bürgermeister, er wurde 2002, 2010 und 2018 wiedergewählt.

### Wappen
Blasonierung: In Silber, über einem erniedrigten blauen Wellenbalken zwei bewurzelte grüne Eschen.

## Religion

### Evangelische Kirche
Die bisherige evangelische Kirchengemeinde Eschenbach fusionierte zum 1. Dezember 2019 mit der bisherigen evangelischen Kirchengemeinde Heiningen zur Evangelischen Kirchengemeinde Eschenbach-Heiningen. und gehört zum Kirchenbezirk Göppingen, vor Jahrhunderten jedoch kirchlich zu Lotenberg, einem heute zu Eschenbach gehörigen Weiler. Dieser war aufgeteilt zwischen Württemberg und den Liebensteinern. Die Pfarrkirche in Lotenberg, 1228 erstmals erwähnt, ab 1586 St. Peter genannt, gelangte mit der Burg 1379 an Württemberg, 1420 an Hans Dachenhausen und wurde von diesem 1434 dem Göppinger Spital geschenkt. 1814 wurde die Kirche abgebrochen und die Pfarrei nach Eschenbach verlegt, wo bereits 1739 eine eigene, chorlose Kirche erbaut worden war. Diese Kirche auf dem Bühl wurde 1862 erweitert und bei einer Renovierung 1963 das Altarfenster mit einem Glasgemälde von Rudolf Yelin d. J. (Motive: Kreuzabnahme, Auferstehung) versehen.

## Wirtschaft und Infrastruktur

### Ansässige Unternehmen
Eschenbach hat auf seiner Gemarkung eine landesweit als vorbildlich gelobte Einrichtung, den Gewerbepark Göppingen-Voralb, ein interkommunales, rund 29 Hektar großes Gewerbegebiet der Verbandspartner Göppingen, Heiningen und Eschenbach, das annähernd tausend Arbeitsplätze bietet.
Es handelt sich um weitgehend uneingeschränkte Gewerbeflächen gemäß § 8 der Verordnung über die bauliche Nutzung der Grundstücke (Baunutzungsverordnung BauNVO); dabei können die Höchstwerte des § 17 BauNVO bezüglich des Maßes der baulichen Nutzung erreicht werden. Als Nutzungseinschränkung wird im Bebauungsplan vorgeschrieben, dass zur Erzeugung von Heiz- und Prozesswärme nur Erdgas verwendet werden darf. Im Interesse einer großzügigen Bepflanzung des Gewerbeparks werden Begrünungsmaßnahmen auf Wunsch im Einzelfall mit dem Ansiedlungsinteressenten abgestimmt.

### Verkehr
Eine Kreisstraße (siehe Liste der Kreisstraßen im Landkreis Göppingen) führt in die beiden Nachbarorte Heiningen und Ursenwang. Außerdem gibt es eine Gemeindeverbindungsstraße nach Schlat. Am nördlichen Ende des bebauten Gebiets von Eschenbach befand sich ein Haltepunkt der Voralbbahn.
Der Schwäbische-Alb-Radweg führt als Fernradweg durch Eschenbach. Er führt vom Bodensee nach Donauwörth und dabei von Bad Boll über Dürnau und Gammelshausen kommend in die Gemeinde und weiter über Schlat nach Süßen.

## Bildung und Kultur

### Kindergärten
Der zweizügige Kindergarten „Arche Noah“ in der Sudetenstraße 9, von der bürgerlichen Gemeinde in den Jahren 1982/83 (zusammen mit einem Schulschutzraum für 100 Personen im Untergeschoss) erbaut, befindet sich im Theodor-Engel-Gemeindehaus. Die bürgerliche Gemeinde hat das Betriebsrecht und die Trägerschaft der Evangelischen Kirchengemeinde übertragen.
Seit dem Jahr 1992 verfügt die bürgerliche Gemeinde über einen weiteren zweizügigen Kindergarten, den Kindergarten „Wirbelwind“ in der Kirchstraße 2. Hierdurch ist die Gemeinde jederzeit in der Lage, auch bei steigenden Kinderzahlen jedem dreijährigen Kind einen Kindergartenplatz in der Gemeinde anzubieten.
Zur Koordination von Verwaltungs- und Organisationsfragen beider Kindergärten steht ein gemeinsamer Kindergartenausschuss, dem Vertreter der Träger, der Elternschaft und des Erziehungspersonals angehören.

### Schulen
Die Grundschule in der Bahnhofstraße 12, in den Jahren 1992 bis 1994 mit einem Aufwand von rund 1,43 Mio. Euro umfassend saniert und erweitert, umfasst die Grundschulklassen 1 bis 4; derzeit besuchen über 100 Schüler die Grundschule.
Seit dem Schuljahr 1998/1999 bietet die Gemeinde Eschenbach zusammen mit der Grundschule in deren Räumlichkeiten eine Kernzeitbetreuung, die sogenannte Verlässliche Grundschule (VGS) an. In dieser Einrichtung können die Grundschulkinder vor dem eigentlichen Schulbeginn ab 07:00 Uhr und nach Schulschluss bis 13:00 Uhr betreut werden.
Die Hauptschule befindet sich in der Nachbargemeinde Heiningen, Schulträger beider Schulen ist der Gemeindeverwaltungsverband Voralb mit Sitz in
Heiningen. Weiterführende Schulen aller Art stehen in Göppingen zur Verfügung.

### Jugendmusikschule
Im Rahmen einer öffentlich-rechtlichen Vereinbarung besteht eine Kooperation der Gemeinde Eschenbach mit der Jugendmusikschule Göppingen, wodurch musikalische Früherziehung und Grundausbildung gefördert wird.

### Regelmäßige Veranstaltungen
Das jährliche Krautfest weist auf den früher bedeutenden Krautanbau hin.

## Söhne und Töchter der Gemeinde
- Theodor Engel, 1842–1933, Theologe und Geologe
- Rudolf Bilfinger, 1903–1996. Der Jurist wurde wegen Mitwirkung an Kriegsverbrechen im Zweiten Weltkrieg zu acht Jahren Zuchthaus verurteilt. Nach Verbüßung seiner Haftstrafe wurde er Verwaltungsgerichtsrat.